# 1.º SS-Standarte

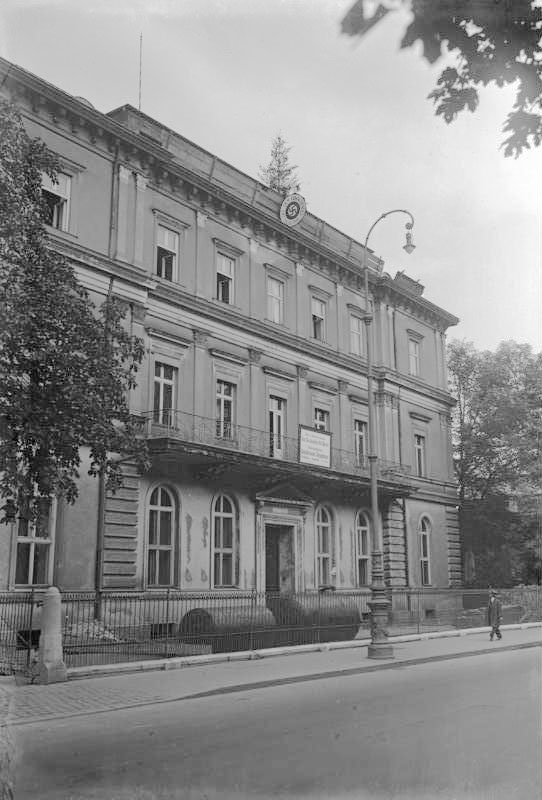
Sede del Partido Nazi en Múnich, que fue inaugurada en 1931 cuando la dirección del Partido se trasladó al edificio. La Casa Parda también sirvió como el cuartel general del 1.º SS-Standarte.

El 1.º SS-Standarte era un regimiento de las Allgemeine SS y una de las unidades más importantes en el orden de batalla de las Allgemeine SS.

## Historia
La unidad se formó el 1 de agosto de 1928. Se reorganizó a partir de unidades anteriores de las Schutzstaffel, conocidas como SS-Gaus. Con base en Múnich, el 1.º SS-Standarte fue encargado de proteger a los principales líderes del Partido Nazi, incluido Adolf Hitler. Su primer comandante fue Josef "Sepp" Dietrich. Durante la mayor parte de su existencia, el comando fue conocido por el título honorífico de "Julius Schreck". Schreck había sido el comandante adjunto de la primera unidad de guardaespaldas Stabswache de Hitler en 1923 y más tarde del primer líder de las SS.
En 1929, Hitler había vuelto a formar una unidad de guardaespaldas personal conocida como Stabswache, que eventualmente se convertiría en el núcleo de la futura 1.ª División Leibstandarte SS Adolf Hitler. En esta etapa, la Stabswache y el 1.º SS-Standarte eran prácticamente lo mismo. En 1930, sin embargo, Dietrich comenzó a ser visto estrictamente como el comandante de la Stabswache, con el funcionamiento diario del 1.º SS-Standarte a cargo del entonces SS-Standartenführer Heinrich Höflich.
Cuando Hitler se convirtió en canciller de Alemania en 1933, Dietrich viajó con el Führer a Berlín para establecer una nueva Guardia SS para el líder alemán. En su mayoría estaba compuesta por hombres del 1.º SS-Standarte. La unidad reemplazó a los guardias del ejército asignados para proteger al canciller de Alemania. Dietrich pasó a comandar la nueva unidad conocida como SS-Stabswache Berlin. Más tarde fue conocida como SS-Sonderkommando Berlin. En noviembre de 1933, el Sonderkommando recibió el título de Leibstandarte Adolf Hitler (LAH). Finalmente, Himmler modificó ese título a Leibstandarte-SS Adolf Hitler (LSSAH) el 13 de abril de 1934.
En el verano de 1933, el SS-Standartenführer Emil Wäckerle asumió el liderazgo de lo que quedaba del 1.º SS-Standarte en Múnich. Para la noche de los cuchillos largos de 1934, las SS se habían consolidado con una nueva sede en Berlín. El 1.º SS-Standarte perdió la mayor parte de su importancia operativa y se convirtió en una unidad adscrita a la sede del Partido Nazi de Múnich, conocida como la Casa Parda de la que las SS estaban a cargo de la seguridad.
El siguiente comandante del 1.º SS-Standarte, después de la noche de los cuchillos largos, fue Julian Scherner, más tarde conocido por ser el jefe de Policía y SS de Cracovia, quien fue representado en la película de Steven Spielberg, La lista de Schindler. Después del paso de Scherner como comandante del Standarte, el liderazgo pasó a través de dos líderes más, hasta que finalmente el mando fue asumido por el SS-Standartenführer Erich Buchmann, quien ocupó el mando hasta la derrota de la Alemania nazi en 1945.

## Orden de batalla
- SS-Oberabschnitt Süd (División SS Sur)
- 1.ª SS-Abschnitt (1.º Distrito de las SS)
- 1.º SS-Standarte (1.º Regimiento SS)

## Comandantes
- SS-Sturmführer Josef Dietrich (1 de agosto de 1928 - 18 de septiembre de 1929)
- SS-Oberführer Heinrich Höflich (18 de septiembre de 1929 - 10 de febrero de 1933)
- SS-Standartenführer Emil Wäckerle (10 de febrero de 1933 - 9 de noviembre de 1933)
- SS-Standartenführer Johann Maier (9 de noviembre de 1933 - 1 de enero de 1934)
- SS-Obersturmführer Julian Scherner (1 de enero de 1934 - 9 de enero de 1935)
- SS-Sturmbannführer Hans Butchner (9 de enero de 1935 - 9 de noviembre de 1936)
- SS-Obersturmbannführer Willibald Fleichmann (9 de noviembre de 1936 - 1 de octubre de 1937)
- SS-Standartenführer Erich Buchmann (1 de octubre de 1937 - 8 de mayo de 1945)